# Hemnes Station
Hemnes Station (Hemnes stasjon) var en jernbanestation på Urskog–Hølandsbanen, der lå i byområdet Hemnes i Aurskog-Høland kommune i Norge.
Stationen åbnede 15. december 1898, da banen blev forlænget fra Bjørkelangen til Skulerud. Den blev nedlagt sammen med banen 1. juli 1960.
Stationsbygningen blev opført i 1898. Ifølge Banedata 2004 er den revet ned, mens Forvaltningsplan for Urskog-Hølandsbanen oplyser, at den er brændt. Sporene på stedet er fjernet.